# Brug 325
Brug 325 is een viaduct in Amsterdam-Oost. Het is rond 1969 gebouwd als ongelijkvloerse kruising, maar werd later een fietstunnel.
De brug is gelegen in de oostelijke toerit van de Torontobrug. Het verkeer, alleen fietsers (gegevens 2018), dat onderlangs gaat, gaat noord-zuid in de route Professor Tulpplein, Tulpbrug via de tunnel naar de Weesperzijde. Bovenlangs gaat het verkeer west-oost van de Stadsroute 100 komend van de Stadhouderskade, Torontobrug over het viaduct naar de Mauritskade.
Het viaduct werd samen met de Torontobrug gebouwd. Het ontwerp kwam de Dienst der Publieke Werken. Het technisch gedeelte is afkomstig van haar toenmalige directeur Gerrit Feiko Janssonius, het esthetische gedeelte komt van Dick Slebos, tevens verantwoordelijk voor die Torontobrug. De tunnel heeft een lengte van circa 33,5 meter (de breedte van de Torontobrug); de overspanning van het viaduct/breedte van de tunnel is circa 5 meter.
Het complex werd op 23 oktober 1969 geopend door de wethouder van Publieke Werken Roel de Wit.
Op 9 november 1983 speelde het kunstwerk een rol in de ontvoering van Freddy Heineken en Ab Doderer; zij moesten hier onder dwang van Willem Holleeder en consorten overstappen in andere vluchtauto’s. Ook toen was de brug niet bereikbaar voor autoverkeer, maar Martin (Remmetje) Erkamps had de Amsterdammertjes voor de ontvoering weg gehaald. Hierdoor konden de ontvoerders met Heineken en Doderer via het tunneltje ontsnappen. 

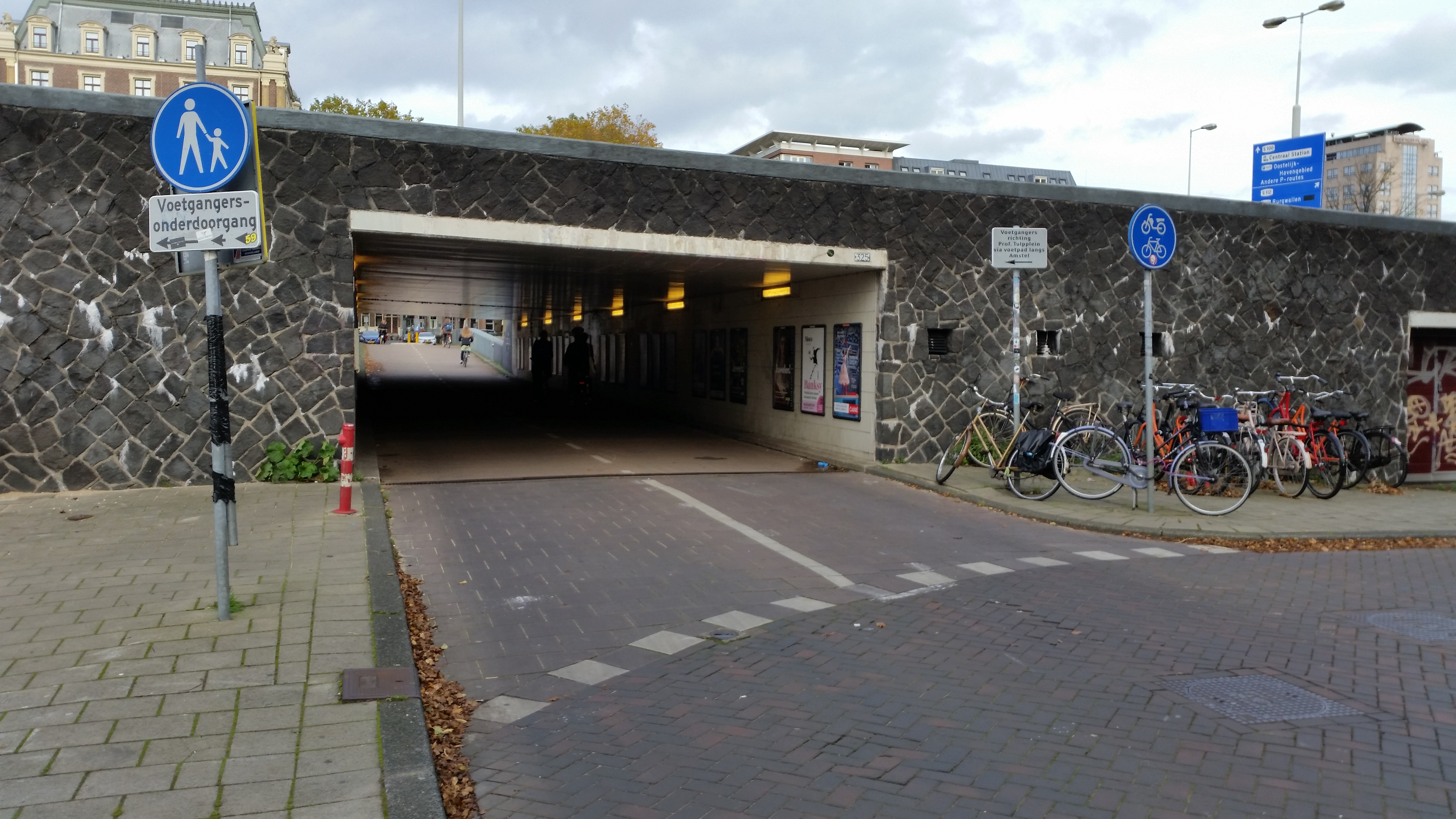
Brug 325, tunnel vanuit het zuiden gezien (oktober 2019)

<<< · 300 · 301 · 302 · 303 · 304 · 305 · 306 · 307 · 308 · 309 · 310 · 311 · 312 · 313 · 314 · 315 · 316 · 317 · 318 · 320 · 321 · 322 · 323 · 324 · 325 · 327 · 328 · 330 · 331 · 332 · 333 · 334 · 335 · 336 · 337 · 338 · 339 · 340 · 341 · 342 · 343 · 344 · 345 · 346 · 347 · 348 · 349 · 350 · 351 · 352 · 353 · 354 · 355 · 356 · 357 · 358 · 359 · 360 · 361 · 362 · 363 · 364 · 365 · 366 · 367 · 368 · 371 · 372 · 373 · 374 · 375 · 376 · 377 · 378 · 379 · 380 · 381 · 382 · 383 · 385 · 386 · 387 · 388 · 389 · 390 · 391 · 392 · 393 · 394 · 395 · 396 · 397 · 398 · 399 · >>>
Brugnummers 319, 326, 329 (tijdelijke duiker in de Ringspoordijk), 369, 370, 384 zijn niet (meer) vergeven.